# Вернер I фон Хабсбург
Вернер I фон Хабсбург (на немски: Werner I von Habsburg; * 975/980?, † 28 октомври 1028, Константинопол) от род Хабсбурги, е епископ на Страсбург от 1001 до 1028 г.

## Биография
Той е най-възрастният син на граф Ланцелин († 991) от Алтенбург и на Луитгард фон Тургау или на Лиутгард (Лютгард фон Неленбург (* 960). Брат е на основателят на замък Радбот († 1045).
Император Ото III поставя Вернер I за епископ на Страсбург. Вернер е в приятелски отношения от младини с Баварския херцог Хайнрих и го подкрепя с енергия в избора му за крал. Той подкрепя в изборите Конрад II и го придружава през 1027 г. в пътуването му в Рим. Вернер е начело на делегацията, която трябва да избере в Константинопол съпруга на Хайнрих III, но се разболява и умира на 28 октомври 1028 г., малко преди смъртта на император Константин VIII. Погребан е в източноримския императорски град.